# 2020년 NC 다이노스 시즌
2020년 NC 다이노스 시즌은 NC 다이노스가 KBO 리그에 참가한 8번째 시즌으로, 이동욱 감독이 팀을 맡은 2번째 시즌이다. 양의지가 새 주장으로 선임되었으며, 팀은 창단 첫 정규 시즌 1위를 차지한 데 이어 한국시리즈에서 두산 베어스를 4승 2패로 꺾고 창단 첫 통합 우승을 달성했다.

## 시즌 요약

### 5월
코로나 19의 확산으로 시범경기가 취소되고 시즌 개막이 밀리는 우여곡절 끝에 5월에 무관중으로 개막하게 됐다.
5월 1달간 18승 5패를 기록해 1위로 월을 마감했다. 양의지, 나성범, 박민우 등이 건재한 타선에 모창민의 부상을 완벽히 메꾼 강진성의 활약까지 겹쳐 1달간 홈런 35개를 기록했다. 또한 루친스키 - 라이트 - 구창모 - 이재학으로 이어진 선발투수진도 막강했는데, 특히 구창모는 5월 한 달간 4승 무패 35이닝 12피안타(0피홈런) 9볼넷 38탈삼진을 기록해 압도적인 모습을 보여줬고, 이 활약으로 5월 월간 MVP를 수상했다.

### 6월
키움 히어로즈와의 1위 경쟁을 펼쳤으나, 6월을 1위로 마감했다.

## 한국시리즈
2020년 11월 17일부터 11월 24일까지 고척스카이돔에서 열렸다. 두산 베어스와는 2016년 한국시리즈에서 맞붙은 후 2번째 맞대결이었다. 두산 베어스에게 시리즈 성적 4승 2패로 승리해 통산 첫 한국시리즈 우승을 기록했다. 타자 알테어(1차전 MVP), 양의지 등이 활약했고, 투수는 송명기(4차전 MVP), 구창모(5차전 MVP), 루친스키(6차전 MVP) 등이 활약했다. 한국시리즈 MVP는 22타수 7안타(타율 .318) 1홈런 3타점으로 활약하며 기자단 투표 80표 중 36표를 획득한 포수 양의지가 수상했다.

## 타이틀
- KBO 골든글러브 : 양의지 (포수), 박민우 (2루수)
- 한국시리즈 MVP: 양의지
- 일구상 최고타자상: 양의지
- 일구상 의지노력상: 강진성
- 일구상 프로지도자상: 이동욱
- 조아제약 프로야구대상 대상: 양의지
- 조아제약 프로야구대상 최고투수상: 구창모
- 조아제약 프로야구대상 프로감독상: 이동욱
- 웰컴톱랭킹 5월 투수 1위: 구창모
- 웰컴톱랭킹 8월 타자 1위: 나성범
- 웰컴톱랭킹 9월 타자 1위: 양의지
- 한국갤럽 선정 가장 좋아하는 한국인 야구선수 10위: 양의지
- 미스터올스타: 양의지
- 올스타전 홈런레이스 우승: 양의지
- 언택트 올스타 레이스 승리: 나눔 올스타
- 올스타 선발: 구창모 (선발투수), 양의지 (포수), 강진성 (1루수), 나성범 (지명타자)
- KBO 사랑의 골든글러브: 박석민
- KBO 페어플레이상: 나성범
- KBO 골든포토상: 양의지
- OSEN 선정 야구인 2세 베스트 라인업: 구창모 (선발투수), 강진성 (1루수)
- 컴투스프로야구 NC 다이노스 베스트 라인업: 이동욱 (감독), 강인권 (수석코치), 이호준 (타격코치), 이종욱 (주&수코치), 손민한 (투수코치), 김수경 (불펜코치), 구창모 (4선발), 김진성 (중계투수), 송명기 (중계투수), 노진혁 (유격수)
- 컴투스프로야구2022 타이틀홀더 라인업: 김진성 (구원투수), 이명기 (좌익수), 알테어 (중견수)
- 컴투스프로야구 선정 2020 주요 라인업: 구창모 (선발투수), 양의지 (포수), 박민우 (2루수)
- 컴투스프로야구 가을의 전설 라인업: 양의지 (포수)
- 컴투스프로야구 트레이드 사가 라인업: 문경찬 (중계투수)
- 출루율: 박석민 (0.436)
- 결승타: 나성범 (20)
- 터프세이브: 원종현 (5)

### 퓨처스리그
- 세이브: 김진성 (13)
- 출장(타자): 박시원 (81)
- 타석: 김철호 (329)
- 타수: 김철호 (289)
- 안타: 김철호 (95)
- 출장(투수): 이승헌 (35)
- 남부리그 2루타: 박시원 (18)
- 남부리그 도루: 최승민 (26)

## 선수단
- 선발투수: 루친스키, 구창모, 라이트, 이재학, 최성영, 김영규, 김진호
- 구원투수: 송명기, 임정호, 홍성민, 김진성, 김건태, 신민혁, 박정수, 배재환, 강리호, 손정욱, 소이현, 김태경, 안인산, 문경찬, 이호중, 류진욱, 임형원, 김태현, 강동연, 장현식, 박진우, 임창민
- 마무리투수: 원종현, 배민서, 이승헌, 홍성무
- 포수: 양의지, 김태군, 김형준, 윤수강
- 1루수: 강진성, 모창민, 이원재, 이상호
- 2루수: 박민우, 최정원
- 유격수: 노진혁, 김찬형, 박준영
- 3루수: 박석민, 지석훈, 도태훈, 유영준, 서호철, 김태진
- 좌익수: 권희동, 이명기, 김기환
- 중견수: 알테어, 이재율, 박시원
- 우익수: 김성욱, 김준완
- 지명타자: 나성범

## 여담
- 홈구장인 창원NC파크의 좌석 규모를 기존 22112석에서 17891석으로 축소했다.
- 알테어는 2013년 이후 단일 시즌에 2루타 시 1루 주자의 득점을 가장 많이(20회) 허용한 외야수가 되었다.
- 이 시즌 선수들의 수비 소화 경기 수를 합치면 총 2692경기로, 이는 KBO 리그 역대 최다 기록이다.
- 이재학은 이 시즌에 구단 사상 최초로 NC 다이노스 소속으로 통산 1000이닝을 달성했다.
- 장현식은 구단 사상 단일 시즌 최저 WAR(-1.88)을 기록했다.
- 이상호는 이 시즌을 끝으로 LG 트윈스로 이적하여 NC 다이노스 사상 통산 최저 WAR(-3.04) 기록을 세웠다.
- 임형원은 이 시즌까지 통산 피안타율 1.000, 피OPS 2.000으로 KBO 리그 역대 10대 투수 최고 기록을 세웠다. 또한 통산 초구 스트라이크 비율 0%로 KBO 리그 10대 투수 최저 기록을 세웠다.
- 안인산은 이 시즌까지 통산 피OPS 0.000으로 KBO 리그 역대 10대 투수 최저 기록을 세웠다.
- 구창모는 WAR 5.39로 KBO 리그 역대 단일 시즌 무패 투수 중 최고 WAR 기록을 세웠다.